# Kultplatz im Flur Grütze

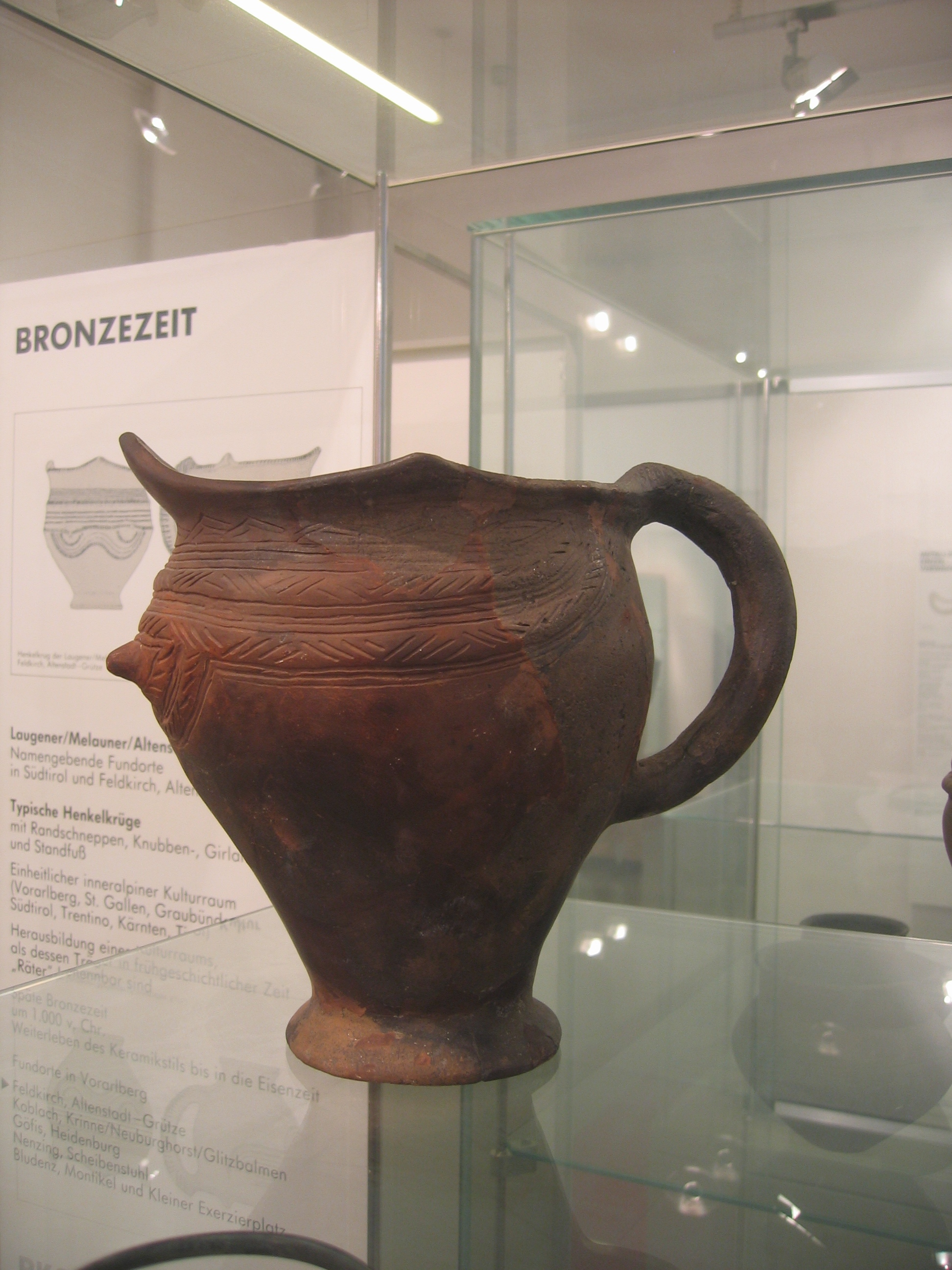
Krug der Laugen-Melaun-Kultur aus Feldkirch im Vorarlberg museum

Der Kultplatz im Flur Grütze liegt nahe dem Gasthof Kreuz in Feldkirch-Altenstadt in Vorarlberg in Österreich. Bei Feldarbeiten entdeckte Branderde, Keramik und Steinsetzungen veranlassten 1954, 1955 und 1957 die Fundstelle näher zu untersuchen.
Man fand einen oberflächlich heute nicht mehr sichtbaren bronzezeitlichen Komplex aus Feuerstellen, Steinkreisen und Trockenmauerwerk, über den sich eine 50 cm starke schwarze Brandschicht mit Einschlüssen aus Knochen und Keramik der älteren Laugen-Melaun-Kultur hinzog.
Elmar Vonbank (1921–2009) deutet die Anlage als Kultstätte, in der Haustiere verbrannt und Prunkkeramik bei kultischen Handlungen intentionell zerscherbt wurde. Feueropfer und intentionelle Zerscherbung sind bereits von der 4000 Jahre älteren Bandkeramischen Kultur überliefert. Die Fritzens-Sanzeno-Kultur, eine archäologische Kulturgruppe der Eisen- bzw. La-Tène-Zeit setzte diese Praxis im Alpenbereich fort.

## Kontext
Archäologische Grabungen brachten vor allem in den Ostalpen und ihren südlichen Ausläufern Funde aus der mittleren und späten Bronzezeit zu Tage. Auf so genannten Brandopferplätzen wurden einst Tierteile und Nahrungsmittel im Feuer geopfert. Mitunter fanden Archäologen an diesen Kultorten neben verkohlten Knochen und Nahrungsmitteln auch Keramikgefäße und Metallgegenstände. Der Ritus der Opferfeier bleibt im Dunkel.
Eine bedeutende Fundstelle liegt auf der ehemaligen Flur Grütze in Altenstadt. Heute ist die Gegend mit Häusern überbaut und wenig deutet mehr darauf hin, dass hier eine der wichtigsten urgeschichtlichen Fundstellen Vorarlbergs gelegen hat. Zwischen 1954 und 1957 wurde der Platz unter Leitung des damaligen Direktors des Landesmuseums Vorarlberg, Elmar Vonbank, ausgegraben.

## Fundstücke
Gefunden wurden:
- Reste von Pflanzen, Getreidebrei und Brot
- verbrannte und unverbrannte Tierknochen
- Bruchstücke von Tonobjekten, aus denen 5 Schneppenkannen komplett rekonstruiert werden konnten
- 15 Bronze-Nadeln
- 1 Bronze-Messer
- 6 Bronze-Fingerringe
- 6 Bronze-Armreifen

## Bedeutung
Die auffällige architektonische Gestaltung und die zahlreichen Funde lassen vermuten, dass es sich um eine bedeutende Kultstätte der späten Bronzezeit im Alpenraum gehandelt hat. Verbrannte Knochenreste von Rindern, Schweinen und Ziegen sowie Getreide- und Brotfunde befanden sich in einer 30 bis 50 Zentimeter dicken Ascheschicht. Der Opferplatz wurde wahrscheinlich um das Jahr 1100 vor Christus etwa 100 Jahre lang benutzt. Vielleicht war es die weit einsehbare Lage in der Ebene oder ein hoch frequentierter Verkehrsweg, welche die Wahl auf diesen Platz haben fallen lassen.
Die Kultanlage hat im Norden aus einem doppelten Kreis mit einem Durchmesser von ca. 8 m aus Schrattenkalkblöcken bestanden, in dessen Zentrum sich eine Setzung aus wesentlich kleineren Steinen befand – der mögliche „Altar“. Interessant ist bei den beiden Steinkreisen der versetzte Zugang ins Innere. Wenn man von Osten in den äußeren Ring eingetreten war, so musste man um den inneren Ring herumgehen, um dann von Nordwesten in den Innenraum zu gelangen. Dass ein direkter Zugang nicht möglich war, sollte sicherlich die Bedeutung des Raumes bzw. der darin abgehaltenen Rituale unterstreichen. Ob es einen Sichtschutz in Form von aufstehenden Holzstrukturen gab oder ob die Steinabgrenzung des Innenbereichs mehr symbolischer Natur war, ist unklar.
Südlich an den doppelten Ring anschließend waren steingefasste und mit verbrannten Tierknochen und Asche verfüllte Feuerstellen nachweisbar. Zudem war die gesamte Anlage bedeckt von einer bis zu 50 cm dicken Schicht aus hauptsächlich verbrannten Tierknochen und Asche.

## Rituale und Opfergaben
Die in der Grütze gefundene Keramik bestand hauptsächlich aus typischer Ware der süddeutsch-schweizerischen Urnenfelderkultur, die im Bodenseerheintal dieser Zeit vorherrschend war. Daneben fanden sich aber zahlreiche Gefäße der südalpinen Laugen-Melaun-Keramik, vor allem sogenannte Schneppenkannen. Nun ist diese Keramik grundsätzlich zur Urnenfelderzeit im Bodenseerheintal nicht ungewöhnlich, ihr hoher Anteil von über 20 Prozent im bestimmbaren Fundmaterial der Grütze jedoch ist es. Die Form der Schneppenkannen sowie ihr regelhaftes und massenhaftes Auftreten an Kultplätzen haben dazu geführt, sie auch als mögliche Trankopfergefäße im Zusammenhang mit kultischen Handlungen anzusprechen. Im konkreten Fall der Grütze sind anhand des Befundes folgende Szenarien vorstellbar: An Feuerstellen wurden Teile von Tieren verbrannt, die möglicherweise am Ort, ebenfalls im Rahmen eines Rituals, zuvor geschlachtet worden waren. Zudem ist vorstellbar, dass es gemeinschaftliche Festmähler gegeben hat. Währenddessen oder danach verbrannte man ausgewählte Teile der Tiere sowie andere Lebensmittel und hinterlegte Gegenstände wie Keramik und Trachtelemente aus Bronze. Es ist nicht bekannt, ob es um die Grütze herum weitere Feuerstellen oder eine Art Versammlungsort/Festwiese gab. Inwiefern alle Bronzen Opfergaben waren, muss unklar bleiben. Es handelt sich hierbei in den meisten Fällen um Schmucknadeln, um Ringe und nur in einem Fall um ein Messer. Letzteres könnte auch beim Zerteilen der Tiere zum Einsatz gekommen und zufällig am Ort verblieben sein.